# La Masquerade Infernale
La Masquerade Infernale es el segundo disco de estudio del grupo noruego de black metal avantgarde Arcturus, publicado en 1997. 
Este álbum fue un paso más en el alejamiento del doom metal y black metal melódico que había caracterizado sus trabajos anteriores. Tiene un sonido más oscuro y cavernoso, combinando el uso de sintetizadores y samplers más pesados, en ocasiones adquiriendo más protagonismo incluso que las propias guitarras. Muchos de los temas tienen una temática literaria, teatral y satánica. El habitual uso del grito y de voces guturales en el black metal es sustituido por un tono grave, limpio y en ocasiones operístico, aunque en un extraño tono agudo forzado. Este disco es considerado no solo como uno de los mejores trabajos de Arcturus, sino como uno de los más representativos del avant garde metal.

## Listado de canciones
1. Pista oculta - 1:27 (rebobinando desde la pista 1 para escucharla)
2. "Master of Disguise" - 6:43
3. "Ad Astra" - 7:36
4. "The Chaos Path" - 5:34
5. "La Masquerade Infernale" - 2:00
6. "Alone" - 4:42
7. "The Throne of Tragedy" - 6:34
8. "Painting my Horror" - 5:59
9. "Of Nails and Sinners" - 6:03

## Músicos

### Arcturus
- Kristoffer Rygg - Voz, samples
- Steinar Sverd Johnsen - Teclado
- Hellhammer - Batería
- Knut Magne Valle - Guitarras
- Hugh Steven Mingay - Bajo

### Colaboradores
- Simen Vortex Hestnæs - Voz en The Chaos Path y coros en pistas 1 y 7.
- Carl August Tidemann - Segunda guitarra en pistas 2 y 8.
- Idun Felberg - Corneta en Ad Astra
- Erik Olivier Lancelot - Flauta en Ad Astra
- Svein Haugen - Contrabajo
- Vegard Johnsen - Violín
- Dorthe Dreier - Viola
- Hans Josef Groh - Violonchelo

- Datos: Q1755017